# Omaya Joha
Omaya Joha o Umayyah Juha (àrab: أمية جحا, Umayya Juḥā; Gaza, 2 de febrer de 1972), de nom real Omaya Abu Hamada, és la primera caricaturista palestina política de la història i l'única dibuixant de còmics de la Franja de Gaza, així com la primera il·lustradora dona al Món Àrab a treballar en un diari de temàtica política amb versió en línia. És viuda de dos màrtirs i es va llicenciar en Matemàtiques a la Universitat d'al-Azhar de Gaza el 1995 amb matrícula d'honor.
Pel posicionament polític que pren en la seva obra, afí al grup terrorista Hamàs, la seva producció artística ha estat molt ben considerada als països àrabs i fortament rebutjada pels sionistes i israelians. Ella mateixa va justificar la temàtica dels seus dibuixos dient que “aquesta ocupació no té una altra cara que la sangonenta, no vol la pau, i el meu canal per a combatre-la són les vinyetes.” Hi critica l'ocupació israeliana i el silenci còmplice de la comunitat internacional.

## Biografia
Va néixer a Gaza i va estudiar Matemàtiques a la Universitat d'al-Azhar. Va exercir tres anys de professora de matemàtiques, però el 1999 va deixar-ho i es va posar a dibuixar per al diari Al-Quds. Al capdavall, ha treballat per a diversos altres, entre els quals destaca la seva participació assídua a aljazeera.com, el diari en llengua àrab més conegut del món. Els seus treballs es van publicant a Ar Risala, la revista de Moviment de Resistència Islàmic i el rotatiu Al-Hayat al-Jadiha. Tenint Naji al-Ali com a model i inspiració, forma part de l'Associació d'Arts Plàstiques Naji al-Ali a Palestina, i ha presidit l'empresa de dibuixos Juhatoon. A més a més, és membre de l'Agència d'Il·lustració de Gran Bretanya i ha participat en nombroses exhibicions locals i internacionals.
Joha va casar-se dues vegades, i tots dos esposos van esdevenir màrtirs del conflicte israelianopalestí. Al seu primer marit, Rami Saad, que era un comandant de les Brigades Izz ad-Din al-Qassam, el van assassinar les forces israelianes el 1r de maig del 2003 a Gaza. El segon, Wael Aqilan, va morir el 3 de maig del 2009, durant el setge israelià a la Franja de Gaza, perquè li van impedir de sortir de Gaza per a ser tractat mèdicament havent sofert una explosió a l'estómac.
L'11 de gener de 2016, Facebook va esborrar el perfil de Joha, que contenia tots els seus dibuixos. Més tard, però, es va recuperar de l'incident.

## Premis
Ha estat força premiada, incloent-hi:
- 1999: Premi de Dibuix del Ministeri de Cultura Palestí
- 2001: Premi de Jornalisme Àrab[6][16]
- 2007: Premi Creatiu Femení de Dibuix
- 2010: Gran Premi Naji al-Ali de Dibuix[6]